# Sahiwal (Distrikt)
Der Distrikt Sahiwal (Urdu ساہیوال ضلع; Panjabi (Shahmukhi) ضلع ساہیوال‎) ist ein Verwaltungsdistrikt in Pakistan in der Provinz Punjab. Sitz der Distriktverwaltung ist die gleichnamige Stadt Sahiwal.
Der Distrikt hat eine Fläche von 3201 km² und nach der Volkszählung von 2017 1.995.958 Einwohner. Die Bevölkerungsdichte beträgt 624 Einwohner/km². Im Distrikt wird zur Mehrheit die Sprache Panjabi gesprochen.

## Lage
Der Distrikt befindet sich im Zentrum der Provinz Punjab im Osten Pakistans. Die Sahiwal Division liegt im Südosten des Punjab. Von der Division Multan aus gesehen liegt sie zwischen 30 und 40 nördlicher Breite und 73-06 Länge. Sie liegt 150 m (500 ft) über dem Meeresspiegel. Sie bildet ein Parallelogramm, das von Nordost nach Südwest entlang des Flusses Ravi verläuft. Es ist 100 km von Ost nach West und 45 km von der nordwestlichen Grenze der Division Sahiwal, Division Faisalabad, Distrikt Toba Tek Singh entfernt. Der trockene Fluss Khushak Bias trennt ihn vom Distrikt Pakpattan. Der Distrikt Okara liegt östlich der Division. Der Distrikt Khanewal und der Distrikt Vehari grenzen an die Division. Im Süden liegt der Distrikt Pakpattan, wo sich ein Schrein des Sufi Fareed Shaker Gunj befindet. 

## Geschichte
Die Region wurde  u. a. von den Indoariern, Griechen, Maurya, Kuschana, Gupta, Hephthaliten, Ghaznawiden, dem Sultanat von Delhi, Mogulen, Sikhs und Briten kontrolliert.

## Demografie
Zwischen 1998 und 2017 wuchs die Bevölkerung um jährlich 1,65 %. Von der Bevölkerung leben ca. 21 % in städtischen Regionen und ca. 79 % in ländlichen Regionen. In 392.509 Haushalten leben 1.281.072 Männer, 1.236.369 Frauen und 119 Transgender, woraus sich ein Geschlechterverhältnis von 103,6 Männer pro 100 Frauen ergibt und damit einen für Pakistan häufigen Männerüberschuss.
Die Alphabetisierungsrate in den Jahren 2014/15 bei der Bevölkerung über 10 Jahren liegt bei 59 % (Frauen: 51 %, Männer: 68 %) und damit unter dem Durchschnitt der Provinz Punjab von 63 %.
| Jahr | Einwohnerzahl |
| ---- | ------------- |
| 1972 | 944.656       |
| 1981 | 1.281.526     |
| 1998 | 1.843.194     |
| 2017 | 1.995.958     |

## Wirtschaft
Aus dem Distrikt stammt die Rinderrasse Sahiwal, die zu den häufigsten Zebu-Rassen Pakistans und Indiens gehört.